# Joseph Attamah
Joseph Larweh Attamah (Accra, 22 mei 1994) is een Ghanees voetballer die doorgaans speelt als centrale verdediger. In juli 2025 verruilde hij Kayserispor voor Çorum FK. Attamah maakte in 2017 zijn debuut in het Ghanees voetbalelftal.

## Clubcarrière
Attamah speelde in zijn geboorteland voor Tema Youth en in 2014 stapte hij over naar Adana Demirspor. Zijn debuut maakte hij op 30 augustus 2014, toen met 1–1 gelijkgespeeld werd tegen Denizlispor door doelpunten van Beykan Şimşek en Bülent Ertuğrul. Attamah mocht van coach Ünal Karaman in de basis beginnen en hij speelde het gehele duel mee. Tegen Denizlispor maakte de Ghanees ook zijn eerste professionele doelpunten; op 2 februari 2015 werd met 3–4 gewonnen uit bij die club en Attamah wist tweemaal tot scoren te komen.
In de zomer van 2016 maakte Attamah transfervrij de overstap naar Istanbul Başakşehir, waar hij zijn handtekening zette onder een verbintenis voor de duur van vier seizoenen. De eerste helft van het seizoen 2019/20 bracht de Ghanees door op huurbasis bij Çaykur Rizespor. Hierna werd hij opnieuw verhuurd, nu aan Fatih Karagümrük. Na deze verhuurperiode nam Kayserispor Attamah over en gaf hem een contract voor drie seizoenen. Na afloop van dit contract verkaste hij transfervrij naar Çorum FK.

## Clubstatistieken
| Seizoen | Club                | Competitie | Competitie | Competitie | Beker | Beker | Internationaal | Internationaal | Totaal | Totaal |
| Seizoen | Club                | Competitie | Wed.       | Dlp.       | Wed.  | Dlp.  | Wed.           | Dlp.           | Wed.   | Dlp.   |
| ------- | ------------------- | ---------- | ---------- | ---------- | ----- | ----- | -------------- | -------------- | ------ | ------ |
| 2014/15 | Adana Demirspor     | 1. Lig     | 34         | 2          | 6     | 0     | —              | —              | 40     | 2      |
| 2015/16 | Adana Demirspor     | 1. Lig     | 35         | 3          | 1     | 0     | —              | —              | 36     | 3      |
| 2016/17 | Istanbul Başakşehir | Süper Lig  | 15         | 1          | 11    | 0     | 1              | 0              | 27     | 1      |
| 2017/18 | Istanbul Başakşehir | Süper Lig  | 25         | 3          | 2     | 1     | 10             | 0              | 37     | 4      |
| 2018/19 | Istanbul Başakşehir | Süper Lig  | 11         | 0          | 4     | 0     | 0              | 0              | 15     | 0      |
| 2019/20 | Istanbul Başakşehir | Süper Lig  | 0          | 0          | 0     | 0     | 1              | 0              | 1      | 0      |
| 2019/20 | → Çaykur Rizespor   | Süper Lig  | 14         | 0          | 1     | 0     | —              | —              | 15     | 0      |
| 2019/20 | → Fatih Karagümrük  | 1. Lig     | 17         | 0          | 0     | 0     | —              | —              | 17     | 0      |
| 2020/21 | Kayserispor         | Süper Lig  | 31         | 0          | 2     | 0     | —              | —              | 33     | 0      |
| 2021/22 | Kayserispor         | Süper Lig  | 30         | 2          | 7     | 0     | —              | —              | 37     | 2      |
| 2022/23 | Kayserispor         | Süper Lig  | 9          | 0          | 0     | 0     | —              | —              | 9      | 0      |
| 2023/24 | Kayserispor         | Süper Lig  | 30         | 1          | 2     | 0     | —              | —              | 32     | 1      |
| 2024/25 | Kayserispor         | Süper Lig  | 32         | 1          | 1     | 0     | —              | —              | 33     | 1      |
| 2025/26 | Çorum FK            | 1. Lig     | 0          | 0          | 0     | 0     | —              | —              | 0      | 0      |
| Totaal  | Totaal              | Totaal     | 283        | 13         | 37    | 1     | 12             | 0              | 332    | 14     |

Bijgewerkt op 9 juli 2025.

## Interlandcarrière
Attamah maakte zijn debuut in het Ghanees voetbalelftal op 1 september 2017, toen met 1–1 gelijkgespeeld werd van Congo-Brazzaville in een kwalificatiewedstrijd voor het WK 2018. Thievy Bifouma opende de score namens de Congolezen en vier minuten voor tijd maakte Thomas Partey gelijk. Attamah mocht van bondscoach James Kwesi Appiah in de basiself beginnen en in de rust werd hij gewisseld ten faveure van Harrison Afful.
| Interlands van Joseph Attamah voor Ghana | Interlands van Joseph Attamah voor Ghana | Interlands van Joseph Attamah voor Ghana | Interlands van Joseph Attamah voor Ghana | Interlands van Joseph Attamah voor Ghana | Interlands van Joseph Attamah voor Ghana | Interlands van Joseph Attamah voor Ghana |
| №                                        | Datum                                    | Wedstrijd                                | Uitslag                                  | Competitie                               | Goals                                    |                                          |
| Als speler bij Istanbul Başakşehir       | Als speler bij Istanbul Başakşehir       | Als speler bij Istanbul Başakşehir       | Als speler bij Istanbul Başakşehir       | Als speler bij Istanbul Başakşehir       | Als speler bij Istanbul Başakşehir       | Als speler bij Istanbul Başakşehir       |
| ---------------------------------------- | ---------------------------------------- | ---------------------------------------- | ---------------------------------------- | ---------------------------------------- | ---------------------------------------- | ---------------------------------------- |
| 1                                        | 1 september 2017                         | Ghana – Congo-Brazzaville                | 1 – 1                                    | WK 2018 kwalificatie                     |                                          |                                          |
| 2                                        | 8 september 2017                         | Oeganda – Ghana                          | 0 – 0                                    | WK 2018 kwalificatie                     |                                          |                                          |
| 3                                        | 10 oktober 2017                          | Saoedi-Arabië – Ghana                    | 0 – 3                                    | Vriendschappelijk                        |                                          |                                          |
| 4                                        | 30 mei 2018                              | Japan – Ghana                            | 0 – 2                                    | Vriendschappelijk                        |                                          |                                          |
| 5                                        | 7 juni 2018                              | IJsland – Ghana                          | 2 – 2                                    | Vriendschappelijk                        |                                          |                                          |
| 6                                        | 9 juni 2019                              | Ghana – Namibië                          | 0 – 1                                    | Vriendschappelijk                        |                                          |                                          |
| Als speler bij Çaykur Rizespor           |                                          |                                          |                                          |                                          |                                          |                                          |
| 7                                        | 14 november 2019                         | Ghana – Zuid-Afrika                      | 2 – 0                                    | AK 2021 kwalificatie                     |                                          |                                          |
| 8                                        | 18 november 2019                         | Sao Tomé en Principe – Ghana             | 0 – 1                                    | AK 2021 kwalificatie                     |                                          |                                          |

Bijgewerkt op 9 juli 2025.